# Arana (Vitoria-Gasteiz)
 (mai 2021).
Si vous disposez d'ouvrages ou d'articles de référence ou si vous connaissez des sites web de qualité traitant du thème abordé ici, merci de compléter l'article en donnant les références utiles à sa vérifiabilité et en les liant à la section « Notes et références ».
Pour les articles homonymes, voir Arana.
Arana est un quartier de la ville de Vitoria-Gasteiz en Pays basque, province d'Alava (Espagne). Il compte actuellement 3 569 habitants (2008).
Il s'agit d'un quadrilatère limité par les rues Valladolid, l' Avenue de Judizmendi (Judimendi en basque), l' Avenue Santiago et la rue de Madrid (ancienne périphérie de la ville). Il est limité respectivement par les quartiers d'Aranbizkarra au nord, Done Jakue à l'est, Arantzabela à l'ouest et Santa Luzia au sud.
Le quartier d'Arana apparaît dans les années 1960 comme un quartier d'ouvriers dense promu par une initiative privée. Presque 95 % des logements qui composent actuellement le quartier ont été construits dans cette décennie. Le quartier se situait dans une zone de niveau située au nord-est de Vitoria-Gasteiz appelée depuis des temps anciens Campo de Arana. Le mot arana signifie prune euskara.
Bien que Arana signifie "prune", il signifie aussi "vallée" (aran + le suffixe a pour l'article), un terme beaucoup plus approprié pour ce lieu.
Dans les décennies postérieures on construira les quartiers qui entourent Arana.
C'est un quartier à caractère résidentiel avec un commerce de première nécessité. À l'est du quartier il y a un vaste parc appelé Parque d'Arana.